# Brachypremna quasimodo
Brachypremna quasimodo är en tvåvingeart som beskrevs av Alexander 1943. Brachypremna quasimodo ingår i släktet Brachypremna och familjen storharkrankar.
Artens utbredningsområde är Ecuador. Inga underarter finns listade i Catalogue of Life.